# Skatt på trafikförsäkringspremie m.m.
Skatt på trafikförsäkringspremie m.m. är en svensk punktskatt på premier för trafikförsäkringar. Skatten infördes under 2007 med syfte att få en tydligare koppling mellan skaderisken och kostnaden för den som färdas i trafiken. På sikt antas detta minska trafikolyckorna.
Skattesatsen är 32 % av premien för trafikförsäkring och 22 % av trafikförsäkringsavgiften (den avgift som tas ut av fordonsägare som saknar trafikförsäkring).